# Guy Philippe

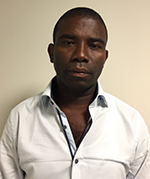
Guy Philippe

Guy Philippe (* 29. Februar 1968) ist ein ehemaliger Offizier und Polizeichef und war Rebellenführer in Haiti.
Der gestürzte und geflohene ehemalige Staatspräsident Jean Bertrand Aristide war einst Philippes Förderer. Er schickte ihn während seiner ersten Amtszeit 1991 mit anderen jungen Offiziersanwärtern zur Ausbildung auf eine Militärakademie in der ecuadorianischen Hauptstadt Quito. Den Putsch gegen Aristide und die Herrschaft von Diktator Raoul Cédras erlebte Philippe in Ecuador. Er kehrte erst wieder in seine Heimat zurück, nachdem die USA Aristide 1994 die Rückkehr aus dem Exil ermöglicht hatten.
Nachdem Aristide die Armee aufgelöst hatte, stieg Philippe im Polizeiapparat schnell auf. 1995 wurde er zum Polizeichef von Cap Haitien. Der Bruch mit Aristide vollzog sich bei den Parlamentswahlen im Mai 2000. Angeblich hätte Philippe mit eigenen Augen gesehen, wie die Wahlen gefälscht wurden.
Im Oktober 2000 setzte sich Philippe in die benachbarte Dominikanische Republik ab. Von diesem Zeitpunkt an wurde er in Haiti für verschiedene Verschwörungen und Umsturzversuche verantwortlich gemacht. Aristide behauptete, Philippe sei auch im Drogenhandel tätig, was dieser aber bestritt.
Philippe kehrte am 14. Februar 2004 aus dem benachbarten Staat Dominikanische Republik zurück, in den er Ende des Jahres 2000 geflüchtet war. Acht Tage nach seiner Rückkehr nach Haiti gelang ihm mit Hilfe seiner Milizen die Einnahme von Cap Haitien, der zweitgrößten Stadt des Landes und daraufhin von Port-au-Prince. Er zwang damit Aristide zu Flucht aus Haiti. Bei diesem Aufstand kamen mehrere Hundert Menschen ums Leben.
Philippe gibt selber an, dass sein politisches Vorbild der chilenische Diktator Augusto Pinochet ist.